# Mycalesis adolphei
Mycalesis adolphei är en fjärilsart som beskrevs av Félix Édouard Guérin-Méneville 1843. Mycalesis adolphei ingår i släktet Mycalesis och familjen praktfjärilar. Inga underarter finns listade i Catalogue of Life.